# Jaroslav Tvrdík
Jaroslav Tvrdík, né le 11 septembre 1968 à Prague, est un militaire et homme politique tchèque, membre du parti social-démocrate tchèque (ČSSD).